# Матиньон, Луи-Жан-Батист де Гойон
Луи-Жан-Батист де Гойон де Матиньон (фр. Louis-Jean-Baptiste de Goyon de Matignon; 29 января 1682 — 29 августа 1747, Париж), граф де Гасе и Монмартен, барон де Жье — французский генерал.

## Биография
Сын Шарля-Огюста де Гойон-Матиньона, графа де Гасе, маршала Франции, и Мари-Элизабет Бертело.
Первоначально был известен под именем маркиза де Ториньи. В 1696 году поступил на службу мушкетером и принял участие в военных действиях в Нидерландах. 31 августа 1697 получил роту в Королевском Иностранном полку с которым присоединился к Маасской армии, в составе которой закончил войну.
В 1701—1712 годах служил во Фландрской армии. 1 февраля 1702 стал кампмейстер-лейтенантом Тулузского кавалерийского полка, приняв титул маркиза де Гасе. Содействовал разгрому голландев под Нимвегеном. В 1703 году сражался при Экерене, в 1706-м отличился в битве при Рамийи и в награду 22 сентября 1706 вместо Тулузского получил Иностранный полк Дофина. После того как в 1708 году его отец стал маршалом Франции, Луи-Жан-Батист принял титул графа де Гасе. В том же году сражался в битве при Ауденарде.
Бригадир (29.01.1709), снова отличился в битве при Мальплаке. 25 мая 1710 в Версале был назначен губернатором и генеральным наместником Они, города и губернаторства Ла-Рошели, острова Ре, Бруажа, Олерона и зависимых земель, после того как отец отказался от должности в его пользу. Грамота о назначении была зарегистрирована Парижским парламентом 30 августа 1715 и Бордосским парламентом 6 февраля 1719. В 1712 году был при осадах и взятии Дуэ, Ле-Кенуа и Бушена, в 1713-м при осаде и взятии Фрайбурга. 2 мая 1714 был назначен в Нижнемаасский лагерь под начало маркиза де Куаньи.
По смерти сеньора де Марконе губернаторство города и башни Ла-Рошели 3 февраля 1717 было соединено с губернаторством Они. Матиньон принес присягу в новом качестве 2 мая.
Кампмаршал (1.02.1719), сложил командование Иностранным полком Дофина. 3 июня 1724 был пожалован в рыцари орденов короля, каковое отличие предназначалось его отцу, по смерти которого Луи-Жан-Батист 6 декабря 1729 принял титул графа де Матиньона. 
В апреле 1728 по королевскму поручению просил руки принцессы Гессен-Рейнфельс-Ротенбургской для Луи-Анри де Бурбона.
Генерал-лейтенант армий короля (20.02.1734), получил 1 марта командование в Пуату и Сентонже, которое сохранял до заключения Венского мира, после чего оставил службу.

## Семья
1-я жена (контракт 14.04.1701, с церковноно разрешения): Катрин-Элизабет де Гойон (ум. 8.07.1706), дочь Жака III де Гойон-Матиньона, графа де Ториньи, и Шарлотты де Гойон-Матиньон. Приходилась мужу двоюродной сестрой
2-я жена (22.05.1710): Анн-Мари Дрёз де Русселе (1692—17.12.1755), дочь Франсуа-Луи де Русселе, маркиза де Шаторено, маршала Франции, и Мари-Анн-Рене де Лапорт д'Артуа
Оба брака были бездетными и Луи-Жану-Батисту наследовал младший брат Мари-Тома-Огюст.